# Symphonie no 6 de Mahler
Pour les articles homonymes, voir Symphonie no 6.
Tragique
La Symphonie no 6 en la mineur « Tragique » de Gustav Mahler est une symphonie composée entre 1903 et 1904.
À partir de la Cinquième Symphonie, Mahler prend une autre direction en renonçant non seulement à la voix humaine mais également aux programmes destinés à faciliter la compréhension de ses œuvres.
Par rapport aux symphonies précédentes, on peut penser qu’il s'agit d’un retour à la forme classique en quatre mouvements. Pourtant, en écoutant l’œuvre, on est impressionné par les dimensions du finale qui dure au moins une demi-heure, voire jusqu’à quarante minutes. De plus, Mahler a hésité à plusieurs reprises sur l’ordre des mouvements intermédiaires, plaçant l’andante avant le scherzo, puis revenant à l'ordre d'origine scherzo puis andante.
Enfin, il définit le caractère négatif, pessimiste de la partition en inversant l’enchaînement traditionnel des deux modes, accord majeur placé avant l’accord mineur. Ces deux accords reviennent de nombreuses fois tout au long de la symphonie accompagnés, presque toujours, d’un autre leitmotiv rythmique.
La symphonie est en quatre mouvements :
1. Allegro energico, ma non troppo. Heftig, aber markig
2. Scherzo. Wuchtig
3. Andante moderato
4. Finale. Allegro moderato — Allegro energico

## Fiche technique
- Titre : Symphonie no 6 en la mineur
  - Surnom : « Symphonie tragique » selon Mahler lors de la création viennoise en 1907
- Composition : En 1903 et 1904
  - Révisions à l’été 1906 et au début de 1907
- Durée : 1 heure 20-25 minutes
- Création : Essen, 27 mai 1906. Direction : Gustav Mahler[1]
- Publication : C.F. Kahnt, mars 1906

### Orchestration
| Instrumentation de la Symphonie no 6 |
| Bois |
| 4 flûtes (les 3e et 4e jouant aussi du piccolo), 4 hautbois (les 3e et 4e jouant aussi du cor anglais), 1 petite clarinette (jouant aussi la 4e clarinette) et 3 clarinettes et 1 clarinette basse, 4 bassons et 1 contrebasson                                                                                                |
| Cuivres |
| 8 cors, 6 trompettes, 3 trombones et 1 trombone basse, 1 tuba |
| Percussions |
| Les percussions sont très diversement représentées : timbales (2 exécutants), glockenspiel, cloches graves (au ton indéterminé, 2 ou plus, hors de scène), cloches de vache, xylophone, grosse caisse, triangle, caisse claire, cymbales, fouet, tambourin, tam-tam (grave), verge, marteau et célesta (plusieurs si possible) |
| Cordes |
| premiers violons, seconds violons, altos, violoncelles, contrebasses, 2 harpes (renforcées dans le 4e mouv.) |

Quatre instruments n’avaient encore jamais été utilisés : le célesta, que Mahler découvre en 1903, le xylophone, qu'il n'utilisera plus jamais ensuite, le marteau et les cloches de vache (il les réutilisera dans la Septième Symphonie).
Selon Marc Vignal, « les cloches de troupeau des mouvements extrêmes et les coups de marteau du finale sont justifiés musicalement et psychologiquement, les cloches symbolisant les derniers bruits perçus par l'homme gravissant une montagne, au moment où il atteint la zone des sommets, le marteau concrétisant les coups du destin ».

## Histoire

### Composition

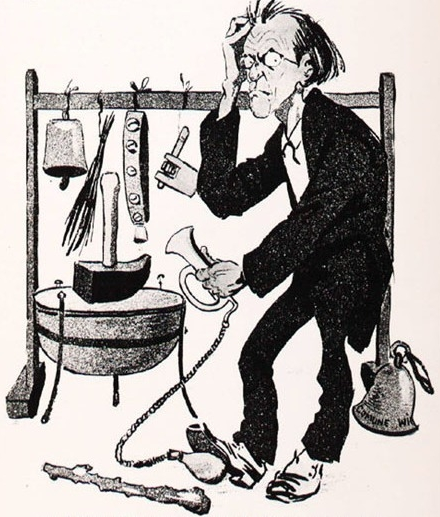
Caricature de Gustav Mahler en 1906.
On reconnaît, autour du compositeur, quelques instruments qu'il avait introduits dans sa Troisième (le flügelhorn et la crécelle), sa Quatrième (les grelots) et sa Sixième symphonie (les cloches de vache, le fouet et le marteau).

On dispose de peu de renseignements sur la composition de cette symphonie. Composée en 1903 et 1904, elle décrit une confrontation avec la mort à la fois personnelle et universelle ; qualifiée à l’origine de Tragique par Mahler, on peut penser qu’il s’agit d’une représentation pessimiste de la lutte désespérée que l’homme livre à la mort.
Les trois puissants coups de marteau qui se font entendre dans le finale, représentent pour le compositeur et Alma, son épouse, un terrible signe prémonitoire des événements tragiques à venir. En effet, dès l’année qui suit la création en 1906, le destin assène à Mahler trois coups affreux : le décès de sa fille Maria à l’âge de quatre ans ; la démission forcée de l’Opéra d’État de Vienne ; la découverte d’une maladie de cœur incurable.
Par superstition, il supprime le dernier coup de marteau de sa partition, mais certains chefs d’orchestre le rétabliront.
Au mois de juillet 1904 à Maiernigg (de), en Carinthie, Mahler décide d’achever cette Sixième Symphonie. Afin de retrouver l’inspiration, il s’offre une excursion de deux jours à Toblach et à Misurina, dans les Dolomites. Le 11 juillet, il écrit à Alma une carte postale pour lui demander de lui rapporter les esquisses des deuxième et troisième mouvements qu’il a oubliées. Ces deux mouvements ainsi que le premier avaient déjà été composés en 1903 et il ne restait plus que le Finale à écrire.
D’après Alma, aussitôt que la symphonie est terminée, Mahler vient la chercher pour la lui jouer en entier et elle affirme avoir été émue jusqu’au fond de l'âme par cette œuvre, la plus « foncièrement personnelle » de toutes celles « qui a jailli le plus directement de son cœur ».

### Création et réception
La création, à Essen, le 27 mai 1906, sous la direction du compositeur, est un échec critique retentissant. Le finale est notamment éreinté par la critique qui proteste contre sa « boursouflure ». Il faut ajouter que Mahler, lors des répétitions, était presque malade tant l'œuvre qu'il avait composée le terrifiait. Aussi, à la création n'était-il pas dans son meilleur état, il dirige « presque mal » la première audition, « parce qu'il a honte de sa propre émotion et craint qu'elle ne le submerge pendant l'exécution » (dixit Alma). Le public, quoique décontenancé par l'œuvre, est moins réservé que la critique et Mahler est rappelé plusieurs fois sur scène à la fin du concert.

## Analyse

### Allegro energico, ma non troppo
La symphonie débute par un Allegro energico, ma non troppo, noté « Heftig, aber markig » (« Véhément, mais plein de sève »), à , en la mineur. C’est une marche sombre et menaçante, scandé par un instrument à percussion emprunté aux musiques militaire : la caisse claire.
Après la double exposition du thème principal survient, au bois, un thème de transition.
Le second élément thématique est passionné, plein d’élan qui, selon le compositeur, représente Alma ou l’idée qu'il se fait de son épouse,,.
Chacun à leur tour, les sujets atteignent un paroxysme et la marche est reprise dans le développement accompagné du xylophone et de grotesques trilles dans les bois. Dans un extraordinaire passage calme et visionnaire qui donne l’impression de dépeindre une existence imaginaire, totalement détachée des tribulations de la réalité, des cloches de vaches se font entendre au loin.

### Scherzo
Le deuxième mouvement est un Scherzo noté « Wuchtig » (« Pesant »), à , en la mineur.
Reprise du combat dans un esprit de détermination obstinée et de défi hargneux : des trilles furtifs joués par les bois et les interjections âpres joués par les cuivres décrivent une scène pleine de confusion et d’horreur.
En guise de contraste, un trio innocent alterne deux fois avec le scherzo. Selon le souvenir d’Alma, il s’agit d’une description des « journées désordonnées de deux petits enfants qui titubent en zigzag sur le sable. Signe inquiétant, les voix enfantines deviennent de plus en plus tragiques et s’évanouissent dans un gémissement ».

### Andante moderato
Le troisième mouvement est un Andante moderato, à , en mi bémol majeur.
Évocation d’une ambiance champêtre en fournissant un refuge longtemps recherché mais temporaire contre l’agitation turbulente des mouvements précédents. C'est un rondo  et le premier épisode fait réapparaître les cloches de vaches qui évoquent le calme bienheureux de la nature dans laquelle le compositeur puise une grande partie de son énergie créatrice.

### Finale
Avec son immense Finale qui dure à lui tout seul une demi-heure (soit la durée totale d'une symphonie classique), il s’agit d’une des symphonies les plus difficiles de Mahler. À , en la mineur, il est noté « Sostenuto ; Allegro moderato ; Schwer ; » (« Lourd ») « Marcato ; Allegro energico ».
On retourne au combat acharné. Il débute par une ténébreuse introduction, une sorte de chaos eschatologique. L’allegro est de nouveau une marche forcée entreprise avec une volonté de fer. Tout espoir d’une fin victorieuse est anéanti par les affreux coups de marteau et l’œuvre se termine dans la ruine et le désespoir.
Dans le livre d’Alma, un passage concerne la Sixième Symphonie : « Dans le dernier mouvement, il se décrit lui-même et sa propre chute, ou bien alors, comme il l’a dit plus tard, celle de son héros : "Le héros qui reçoit trois coups du destin, dont le troisième le fait tomber comme un arbre." C'étaient les propres paroles de Mahler. Aucune œuvre n’a coulé aussi directement de son cœur que celle-là. »

## Héritage de laSixième Symphonie
La Sixième Symphonie est une œuvre qui de loin semble tout à fait classique. D'abord, c'est une symphonie en quatre mouvements : mouvement rapide, scherzo, mouvement lent et finale énergique et animé, la symphonie respecte (surtout dans le finale) la forme sonate, elle se termine dans la tonalité de départ (la mineur). Mais en fait, elle signe la mort de la tonalité et de la forme-sonate. Dans le finale, la symphonie tente de sortir de ce cercle clos de la tonalité de la mineur. Les modulations sont éphémères et Mahler retourne toujours à la tonalité principale. La fin tragique et résignée de la symphonie est donc un adieu déchirant à la forme-sonate et à la tonalité. D'ailleurs, Mahler persévérera dans les Septième (mouvements de quartes au début du premier mouvement) et Huitième (présence de la modalité) symphonies dans cet abandon de la tonalité et de la forme sonate.

## Transcriptions
Alexander Zemlinsky a réalisé en 1906 une transcription pour piano à 4 mains de la symphonie. En 2006, l'organiste David Briggs réalise une transcription pour son instrument.

## Influence
Alban Berg, écrit dans une lettre à Anton Webern : « La seule Sixième, malgré la Pastorale. »
Berg lui-même s'inspirera des rythmes et couleurs de cette symphonie dans la dernière de ses Trois Pièces pour orchestre, op. 6.

## Discographie
Il existe actuellement 151 versions référencées de la 6e Symphonie de 1952 à 2013. Cette discographie sélective donne quelques enregistrements dirigés par de grands chefs mahlériens :
- Vaclav Neumann - Orchestre du Gewandhaus de Lepzig (1964, Eurodisc ou Philips)
- John Barbirolli – New Philharmonia Orchestra (concert 1967, EMI)
- Leonard Bernstein – Orchestre philharmonique de New York (1967, Sony)
- George Szell, Orchestre de Cleveland (1969, Sony)
- Georg Solti – Orchestre symphonique de Chicago (1970, Decca)
- Herbert von Karajan –  Orchestre philharmonique de Berlin (1975, DG)
- Klaus Tennstedt – Orchestre Philharmonia (1983, EMI)
- Leonard Bernstein – Orchestre philharmonique de Vienne (1989, DG)
- Thomas Sanderling – Orchestre philharmonique de Saint-Pétersbourg (1995, Realsound)
- Mariss Jansons –  Orchestre royal du Concertgebouw (2005, RCO-Live)
- Teodor Currentzis – MusicAeterna (2018, Sony Classical)